# U-78号潜艇 (1940年)
U-78号（德語：U 78）是纳粹德国战争海军建造的568艘VII-C型潜艇（或称U艇）之一。它由不来梅的伏尔铿费格扎克船厂承建，于1940年12月7日下水，至1941年2月15日交付使用。第二次世界大战期间，该艇主职教学和发电用途，未曾参与任何作战行动。1945年4月16日，U-78号在皮劳码头遭苏军火炮击沉。

## 设计
VII-C型是VII级潜艇的第三次、也是最有价值的改进型。它搭载了被称为“S装置”的新式主动声呐系统，为了容纳这种新设备，VII-C型的艇体尺寸有所增加，并重新设计了鞍状水舱，在其两侧各增加了一个可提供储备浮力的小型浮舱，有利于潜艇完成快速下潜。U-78号的全长为67.10米，舷宽6.20米、并有4.74米的吃水深度，水上和水下排水量分别为769吨和871吨。该艇采用双轴设计，具有两副直径为1.23米的三叶螺旋桨。在机械系统方面，VII-C型艇也得到了升级：通过艇上配备的燃油过滤系统，柴油机润滑系统的使用受命得以延长，也为不同润滑剂在艇上机械设备上混合使用留足了余地。原先前型艇用于发射鱼雷和主压载舱吹除操作的电动空气压缩机则改为容克斯的柴动压缩机，从而减小了对艇上电气系统的依赖；此外，该型艇还装配了更为现代化的电力转换系统。动力由两台曼恩生产的M6V 40/46型六缸四冲程1,400匹公制馬力（1,000千瓦特）涡轮增压柴油机用于水面运行，以及两台布朗-博韦里提供的GG UB 720/8型375匹公制馬力（280千瓦特）双作用电动发电机用于水下航行；水面最高航速17.7節（32.8每小時），水下7.6節（14.1每小時）；能够在水面以10節（19每小時）航速续航8,500海里（15,700），或以4節（7.4每小時）连续在水下航行80海里（150）而无需充电。
武器装备方面，U-78号装备有五具内置式鱼雷发射管——艇艏四具、艇艉一具。其艇艉的鱼雷发射管设计在耐压壳体内部、两片舵之间，鱼雷可以由此向外发射。在轮机舱甲板下方还配备了用于艇艉的鱼雷装填系统，耐压壳体与甲板室之间一前一后还设计有外置鱼雷贮存装置，因此U-78号可携带14枚G7型鱼雷或最多26枚TMA型水雷（TMB型则为39枚）。此外，该艇还搭载有一门配备220发弹药的88毫米35式速射炮以及一门配备1,195发弹药20毫米30式高射炮作为甲板炮。其标准船员编制为4名军官及40－56名水兵。

## 历史
1939年1月25日，海军造舰局将第二批次的六艘VII-C型潜艇（U-77至U-82号）建造合同发包予不来梅的伏尔铿公司。其中U-78号于1940年3月28日开始在费格扎克船厂铺设龙骨，建造序列为6号。经过逾八个月的建造，它于同年12月7日下水，至次年2月15日在首度担任艇长的海军上尉阿道夫·杜姆雷泽的指挥下交付使用。与当时大多数德国U艇一样，U-78号在瞭望塔上漆有专属的艇徽：一个标有6点的骰子面。完成海试后，该艇先是以教学艇身份编入驻戈滕哈芬的第22潜艇区舰队服役至1945年2月28日。随着战争即将结束，战争海军面临着现役潜艇数量日益减少的局面。为了弥补这一点，军方希望将潜艇从其他辅助任务中解放出来，比如训练教学。U-78号于是自1945年3月1日起转投驻斯德丁前线的第4潜艇区舰队。然而，它实际却被派驻皮劳，在当地充当起重机、野战医院、防御工事乃至面包店的应急发电艇。仅仅一个半月后，即4月16日，U-78号在停靠皮劳港电力供应码头附近时遭到苏联陆基火炮袭击后沉没，成为第二次世界大战战期间唯一一艘被陆基火炮击沉的德国U艇。

## 脚注
1. ↑  威廉生，第11頁.
2. ↑  加洛普，第74頁.
3. 1 2  Gröner 1991，第43–46頁.
4. ↑  加洛普，第72頁.
5. ↑  Högel，第51頁.
6. ↑  . U-Boot-Archiv.   [2024-10-24]. （原始内容存档于2024-11-26）.
7. ↑  Helgason, Guðmundur. . German U-boats of WWII - uboat.net.   [2024-10-24].
8. ↑  Helgason, Guðmundur. . German U-boats of WWII - uboat.net.   [2010-03-14]. （原始内容存档于2009-05-28）.